# Fabián Castillo
Fabián Andrés Castillo Sánchez (Cali, 17 juni 1992) is een Colombiaans voetballer die bij voorkeur als vleugelspeler uitkomt. Hij verruilde in maart 2011 Deportivo Cali voor FC Dallas.

## Clubcarrière
Castillo stroomde vanuit de jeugdopleiding door naar het eerste team van Deportivo Cali. Zijn eerste professionele doelpunt maakte hij op 18 juli 2010 tegen Deportes Tolima. Op 7 maart 2011 werd bekendgemaakt dat Castillo getekend had bij het Amerikaanse FC Dallas. Op 26 maart 2011 maakte hij tegen San Jose Earthquakes zijn debuut voor Dallas. Zijn eerste doelpunt voor de club maakte hij op 1 mei 2011 tegen Los Angeles Galaxy. Castillo verlengde in februari 2015 zijn contract bij FC Dallas met vijf extra seizoenen.

## Interlandcarrière
Fabián Castillo maakte op 8 september 2015 zijn debuut in het Colombiaans voetbalelftal in de vriendschappelijke interland tegen Peru. Hij was een van de vijf debutanten aan de zijde van Colombia en zag ploeggenoot Carlos Bacca de score openen na ruim een halfuur, waarna vlak voor tijd de Peruviaan Jefferson Farfán een strafschop benutte (eindstand 1–1).
1 Çakır  ·
4 Türkmen ·
5 Lundstram ·
6 Mendy ·
7 Višća ·
9 Nwakaeme ·
10 Cham ·
11 Tufan ·
15 Savić ·
17 Banza ·
18 Elmalı ·
20 Asan ·
22 Zoebkov ·
23 Güneş ·
25 Çevikkan ·
29 Saatçı ·
35 Yokuşlu ·
44 Batagov ·
54 Tepe ·
61 Çanak ·
70 Drăguș ·
74 Malkoçoğlu ·
77 Boşluk ·
79 Malheiro ·
90 Yıldırım ·
94 Destan ·
99 Oršić ·
Coach: Tekke